# Ragna Nielsen
Ragna Vilhelmine Ullman Nielsen (Cristianía, 17 de julio de 1845-Christiania, 29 de septiembre de 1924) fue una educadora, pedagoga, autora, política y feminista noruega. Pionera de la educación, fundadora de la primera escuela mixta en Noruega. También participó activamente en la lucha por los derechos de las mujeres.

## Biografía
Ragna Nielsen nació en Cristianía (actualmente Oslo), hija del fiscal general Jørgen Axel Nicolai Ullmann y de su esposa, la pedagoga, publicista, crítica literaria y feminista Cathrine Johanne Fredrikke Vilhelmine Dunker. La tercera de una familia de cinco hijos. Su hermano era el político y educador Viggo Ullmann. Además nieta de la escritora Conradine Birgitte Dunker.
Asistió a la escuela de niñas fundada por su madre de 1852 a 1858 antes de concurrir a la escuela privada de niñas de Hartvig Nissen hasta 1860.

## Educadora
Nielsen siguió los pasos de su abuela y de su madre y comenzó a dar clases particulares a los 15 años en la escuela de niñas Nissen para ayudar económicamente a su madre luego de la separación de sus padres. Después de terminar sus estudios en 1863, fue considerada una de las primeras maestras profesionales del país y continuó enseñando en la escuela Nissen hasta 1879. Ese año, se casó y se mudó a Tromsø donde obtuvo un puesto en la escuela pública para niñas, así como un puesto como profesora de alemán, noruego y francés en la escuela para niños, lo cual es inusual en la época. Divorciada, regresó a Cristianía en 1884.
En 1885, fundó la Fru Nielsens Latin-og Realskole (la escuela latina y real de la señora Nielsen) en Oslo, se inició como un proyecto de niñas, aunque rápidamente se convirtió en la primera escuela comunitaria con clases mixtas desde el jardín de infantes hasta la escuela secundaria, se impartieron clases de latín obligatorias y tenía un gimnasio también mixto. El personal docente era mixto, se consideraba inaudito que una mujer enseñara a niños. La escuela se convirtió en una de las más importantes y mejor calificadas de la ciudad, pero finalmente cerró en 1927 (luego de su fallecimiento). Es la primera mujer directora de escuela secundaria en Noruega.

## Derechos de la mujer
Miembro del grupo de fundadoras de la Asociación Noruega por los Derechos de las Mujeres, la cual presidió durante casi diez años (1886-1888 y luego 1889-1895) y durante los cuales la asociación trabajó en temas relacionados con la moral y la mejora de la seguridad jurídica de las mujeres. El objetivo de Ragna Nielsen era el libre acceso a todas las profesiones, a todas las áreas de la educación y a la plena igualdad en los derechos civiles y legales. Para ella: "El destino de las mujeres es precisamente el mismo que el de los hombres, el de convertirse en seres humanos."
Actualmente la asociación es la organización noruega no partidista más antigua y relevante en la defensa de los derechos de mujeres y niñas.
Ragna Nielsen también fue una de los fundadoras de la Kvindestemmeretsforeningen (Asociación por los derechos del voto de las mujeres) en 1898 y formó parte de la junta directiva de 1903 a 1913, el año de su disolución por la obtención del derecho al sufragio femenino en Noruega, además que se desempeñó como presidenta entre 1909 y 1910.
Entre sus otras afiliaciones, participó en la Norsk Fredsforening (Asociación Noruega de la Paz), la Læseforening for kvinder (Sociedad de lectura para mujeres) o el Hjemmenes Vel (Bienestar en casa) que reunía a las amas de casa.
En 1906, fue una de las primeras seis mujeres elegidas para el consejo municipal de Cristianía. Para poder ser elegida, cambió su discurso sobre el sufragio femenino y acordó apoyar un sufragio reservado para las mujeres sujetas a ingresos. Consideraba que solo una minoría de mujeres había alcanzado el nivel de educación y autonomía suficiente para poder votar por sí mismas, una posición muy controvertida en ese momento.
Formó parte del grupo de fundadores de la organización lingüística Riksmålsforbundet en 1907, donde se reivindicaba la lengua, cultura y las tradiciones noruegas como parte de la identidad nacional. Presidió la organización de 1910 a 1911.
Fue una líder popular en las reuniones y excelente oradora.

## Espiritismo
Interesada en el espiritismo, creyó en los vínculos entre vivos y muertos y la práctica de la escritura automática. Fundó la Norsk Selskap for Psykisk Forskning (Sociedad Noruega de Investigación Psíquica) en 1917.

## Publicaciones
Nielsen cofundó la revista femenina Norske Kvinder (Mujeres noruegas) en 1921. Además de numerosos artículos en la prensa diaria y publicaciones periódicas.
Entre sus libros se encuentran Norske kvinder i det 19de aarhundrede de 1904, Fra de smaa følelsers tid de 1907 (publicado anónimamente) y Sisyphos og de politiske partier de 1922.
Como crítica literaria, analizó la poesía de Henrik Ibsen y Bjørnstjerne Bjørnson bajo la perspectiva de género.

## Vida privada
Se casó con el fiscal y jefe de policía Ludvig Nielsen en 1879 y se estableció con su esposo en Tromsø. El matrimonio fue muy infeliz y terminó en separación en 1884, aunque ella continuó llamándose a sí misma "Sra. Nielsen".
Era la tía abuela de la actriz Liv Ullmann.
Su tumba se encuentra en el Vår Frelsers gravlund (cementerio de Nuestro Salvador).
Desde 1955 una calle de Oslo lleva su nombre en homenaje.